# دليلو (فولاد لوي الجنوبي)
دلیلو (بالفارسية: دلیلو) هي قرية تقع في إيران في أردبيل. يقدر عدد سكانها بـ 215 نسمة بحسب إحصاء 2016.